# Zamojska Grupa Fotograficzna
Zamojska Grupa Fotograficzna – Grupa Twórcza – polskie stowarzyszenie fotograficzne utworzone w 2014 na bazie Zamojskiej Grupy Fotografików założonej w 1976 i funkcjonującej przy ówczesnym Wojewódzkim Domu Kultury w Zamościu. Członek zbiorowy Fotoklubu Rzeczypospolitej Polskiej Stowarzyszenia Twórców.

## Działalność
Celem działalności Zamojskiej Grupy Fotograficznej (pod kuratelą Stowarzyszenia „Kultura dla Zamościa”) jest upowszechnianie fotografii, upowszechnianie sztuki fotograficznej oraz promocja miasta Zamościa. Grupa prowadzi aktywną działalność wystawienniczą. ZGF jest organizatorem wystaw fotograficznych; indywidualnych, zbiorowych, dorocznych (m.in. członków stowarzyszenia), poplenerowych oraz pokonkursowych. W ramach współpracy grupa dysponuje kilkoma stałymi przestrzeniami wystawienniczymi – m.in. Galeria Mała w Zamojskim Domu Kultury, Morandówka, Galeria Nadszaniec, hotelowe galerie Arte Hotel, Hotel 77, Hotel Zamojski, Mercure Zamość Stare Miasto. Jest organizatorem wielu prelekcji, spotkań, konkursów, warsztatów fotograficznych. W 2016 grupa została przyjęta w poczet członków zbiorowych Fotoklubu Rzeczypospolitej Polskiej Stowarzyszenia Twórców. 
Członkiem założycielem i prezesem Zarządu Zamojskiej Grupy Fotograficznej jest Mirosław Chmiel – członek rzeczywisty i członek Zarządu Fotoklubu Rzeczypospolitej Polskiej Stowarzyszenia Twórców, wiceprezes Stowarzyszenia „Kultura dla Zamościa”. 
Fotografie członków grupy były wielokrotnie prezentowane oraz wyróżnianie w wielu polskich miastach. Kilku członków ZGF zostało przyjętych w poczet członków rzeczywistych Fotoklubu Rzeczypospolitej Polskiej Stowarzyszenia Twórców (Tadeusz Adamczuk, Mirosław Chmiel, Waldemar Siatka). Mirosław Chmiel w 2016 został odznaczony Złotym Medalem „Za Zasługi dla Rozwoju Twórczości Fotograficznej”, w 2018 Medalem „Za Zasługi dla Fotografii Polskiej”, w 2020 Złotym Medalem „Za Zasługi dla Rozwoju Twórczości Fotograficznej” oraz Srebrnym Medalem „Za Fotograficzną Twórczość”. Waldemar Siatka w 2016 został odznaczony Srebrnym Medalem „Za Zasługi dla Rozwoju Twórczości Fotograficznej”, w 2018 Medalem „Za Zasługi dla Fotografii Polskiej”. 
Zamojska Grupa Fotograficzna – Grupa Twórcza dysponuje swoją siedzibą w pomieszczeniach Zamojskiego Domu Kultury.